# Falcileptoneta uenoi
Espèce
Synonymes
- Leptoneta uenoi Yaginuma, 1963

Falcileptoneta uenoi est une espèce d'araignées aranéomorphes de la famille des Leptonetidae.

## Distribution
Cette espèce est endémique de Honshū au Japon. Elle se rencontre dans des grottes du plateau Akiyoshi dans la préfecture de Yamaguchi.

## Publication originale
- Yaginuma, 1963 : Spiders from limestone caves of Akiyoshi Plateau. Bulletin of the Akiyoshi-dai Science Museum, vol. 2, p. 49-62.